# Anselm van der Linde
Anselm van der Linde OCist (nascido Hendrik van der Linde, Roodepoort, 24 de setembro de 1970) é um monge cisterciense sul-africano-austríaco, abade emérito da abadia territorial de Wettingen-Meerau, Vorarlberg, e ex-abade presidente do Mehrerau Congregação.

## vida
Anselm van der Linde primeiro estudou ciência política na Universidade de Pretória e durante esse tempo trabalhou como funcionário do Ministério das Relações Exteriores da República da África do Sul. Depois de se converter do calvinismo ao catolicismo, entrou na Wettingen em agosto de 1994. Depois de um ano estudando filosofia no mosteiro suíço de Einsiedeln, van der Linde começou a estudar teologia no Angelicum em Roma. Em 1999 foi ordenado sacerdote pelo Bispo Klaus Küng. Em 2005 obteve a licenciatura em Direito Canónico pelo Angelicum e foi nomeado procurador eclesiástico da diocese de Feldkirch. Em 2006 foi nomeado Secretário da Congregação Cisterciense Mehrerau. Ele ensinou religião no colégio Collegium Bernardi em Bregenz, fundado pelos cistercienses .
Van der Linde foi eleito em 30 de janeiro de 2009 como o sucessor de Kassian Lauterer ao 53º Abade de Wettingen e 10º Prior de Mehrerau e em 18 de fevereiro pelo Papa Bento XVI. nomeado. O beneditino aconteceu em 21 de março de 2009 na igreja da abadia de Wettingen-Mehrerau. Seu lema é: Caritate invicem diligentes (“dedicar-se uns aos outros com amor”) ( Rm 12.10  UE ). Como abade de uma abadia territorial , van der Linde também foi membro da Conferência Episcopal Austríaca. Ele também liderou como um chamado presidente abade natoa congregação cisterciense internacional de Mehrerau. Em julho de 2018, após dez anos, anunciou sua renúncia, que o Papa Francisco aceitou em 1º de agosto do mesmo ano.
Anselm van der Linde é Grande Oficial da Ordem do Santo Sepulcro de Jerusalém . De 2009 a 2018 foi Prior da Comenda de Bregenz.
Além do alemão, Van der Linde fala  vários idiomas, incluindo francês, inglês , italiano , africâner e holandês . Ele tem cidadania sul-africana e austríaca.
Desde 2012 é membro honorário da associação estudantil católica AV Austria Innsbruck no ÖCV .

## elenco
Durante seu mandato, Van der Linde também foi responsável por lidar com o caso de abuso no mosteiro de Mehrerau. O abade pediu desculpas às vítimas em uma transmissão do mosteiro em março de 2010, mas na disputa legal com os afetados, ele se baseou na prescrição para pedidos de indenização.  Após a derrota na Suprema Corte, um acordo extrajudicial foi finalmente alcançado com duas vítimas do ex-diretor do internato.